# نسل‌کشی مردم کولی
نسل‌کشی مردم کولی یا هولوکاست کولیان — در زبان رومانی: پُرایموس به معنی «بلعیدن»، فرایموس به معنی «نابودی»، «تکه‌تکه کردن»، «جداسازی» — تلاش آلمان نازی و متحدانش در جنگ جهانی دوم برای اجرای پاکسازی قومی و سرانجام نسل‌کشی علیه کولی‌های اروپا بود.
تحت نظر آدولف هیتلر، فرمانی تکمیلی به قوانین نورنبرگ در ۲۶ نوامبر ۱۹۳۵ افزوده شد که بر پایه آن کولی‌ها به عنوان «دشمنان دولت نژاد محور» طبقه‌بندی می‌شدند و در نتیجه آنها در همان سطح و طبقه یهودیان قرار می‌گرفتند؛ بنابراین، از برخی جهات سرنوشت کولی‌ها در اروپا به موازات سرنوشت یهودیان در هولوکاست پیش رفت.
تاریخ‌دانان تخمین می‌زنند که میان ۲۲۰٬۰۰۰ تا ۵۰۰٬۰۰۰ کولی توسط آلمانی‌ها و همدستان آنها کشته شده‌اند؛ که شامل ۲۵ درصد تا بیش از ۵۰ درصد جمعیت تخمینی کمی کمتر از ۱ میلیون کولی ساکن در اروپا در آن هنگام می‌شود. بررسی‌های پسین آورده شده توسط ایان هنکاک تعداد کشته‌شدگان را حدود ۱٫۵ میلیون تن از میان ۲ میلیون کولی تخمین زده‌اند.
در سال ۱۹۸۲، آلمان غربی رسماً نسل‌کشی علیه کولی‌ها را به رسمیت شناخت. در سال ۲۰۱۱، لهستان رسماً ۲ اوت را به عنوان روز بزرگداشت نسل‌کشی مردم کولی به تصویب رساند.

## تاریخچه

### احساسات ضدکولی پیش از ۱۹۳۳
در اواخر سده نوزدهم، ظهور نژادگرایی علمی و داروینیسم اجتماعی، که پیوند خوردن اختلافات اجتماعی با تفاوت‌های نژادی از آن‌ها بیرون می‌آمد، توجیهات شبه علمی برای پیش‌داوریهای ضدیهودی و ضدکولی را در اختیار عموم مردم آلمان قرار دادند. در این دوره، «مفهوم نژاد به شکل سیستماتیک به منظور تشریح پدیده‌های اجتماعی به کار گرفته شد.» این رویکرد تلاش داشت تا به صحه‌گذاری بر این باور اقدام کند که نژادها تنوع یک گونه از انسان نیستند بلکه دارای ریشه‌های زیستی کاملاً متفاوتی هستند. این باور، اقدام به ایجاد یک سلسله مراتب فرضی نژادی با پشتیبانی علمی می‌کرد که گروه‌های اقلیتی خاص را بر پایه زیست‌شناسی به عنوان «دیگران» طبقه‌بندی می‌کرد.
علاوه بر شبه‌علم نژادی، پایان سده نوزدهم دوره‌ای از مدرنیزاسیون با حمایت دولت در آلمان بود. توسعه صنعتی بسیاری از جنبه‌های گوناگون جامعه را تغییر داد. از همه مهم‌تر، این دوره هنجارهای اجتماعی کار و زندگی را تغییر داد. برای کولی‌ها، این به معنای نفی سبک زندگی سنتی آن‌ها به عنوان صنعتگران و هنرمندان بود. به گفته یانوس بارسونی، «توسعه صنعتی از خدمات آن‌ها به عنوان صنعتگر کاست، و در نتیجه جوامع آن‌ها از هم پاشید و به حاشیه رانده شدند.»

### آزار و اذیت تحت امپراتوری آلمان و جمهوری وایمار
پیشرفت در نگره‌های شبه‌علمی نژادی و مدرنیزاسیون، منجر به مداخلاتی ضدکولی توسط دولت آلمان، هم در امپراتوری آلمان و هم در جمهوری وایمار، شدند. در ۱۸۹۹، ستاد فرماندهی پلیس امپراتوری در مونیخ مرکز خدمات اطلاعاتی دربارهٔ کولی‌ها را توسط پلیس امنیت ایجاد کرد. هدف این مرکز نگهداری سوابق (کارت شناسایی، اثر انگشت، عکس و غیره) و نظارت مستمر بر جامعه کولی‌ها بود. کولی‌ها در جمهوری وایمار از ورود به استخرهای شنای عمومی، پارک‌ها و سایر مناطق تفریحی منع شدند و در سراسر آلمان و اروپا به عنوان جنایتکار و جاسوس به تصویر کشیده می‌شدند.
در ۱۹۲۶، «قانون مبارزه با کولی‌ها، ولگردها و تن‌پرورها» در بایرن به اجرا گذاشته شد و تا سال ۱۹۲۹ به قانونی در سراسر کشور تبدیل شد. این قانون تصریح می‌کرد که گروه‌هایی که «کولی» شناخته می‌شدند از هر گونه سفر به آن منطقه منع شده بودند. قرار بود آن‌هایی که پیشتر در این منطقه زندگی می‌کردند «تحت نظارت درآیند تا دیگر نگرانی از سوی آنها بابت امنیت در سرزمین وجود نداشته باشد». کولی‌ها از «گشت و گذار یا اردو زدن» منع شدند، و کسانی که «قادر به اثبات اشتغال منظم نبودند» امکان داشت تا دو سال به کار اجباری فرستاده شوند. هربس هویس خاطرنشان می‌کند که «این قانون باواریایی، الگویی برای سایر ایالت‌های آلمان و حتی کشورهای همسایه شد.» درخواست برای اینکه کولی‌ها زندگی عشایری خود را کنار بگذارند و در ناحیه مشخصی سکنی گزینند اغلب وجه مشترک سیاست‌های ضدکولی هر دو امپراتوری آلمان و جمهوری وایمار بود. در صورت استقرار، جوامع کولی در منطقه‌ای مشخص در هر شهر متمرکز و منزوی می‌شدند. این فرایند اقدامات نظارت دولتی و «پیشگیری از جرم» را تسهیل می‌کردند.
به دنبال تصویب «قانون مبارزه با کولی‌ها، ولگردها و تن‌پرورها»، سیاست‌های عمومی به‌طور فزاینده‌ای کولی‌ها را صراحتاً بر پایه نژاد هدف قرار می‌دادند. در ۱۹۲۷، پروس قانونی را تصویب کرد که طبق آن همه کولی‌ها می‌بایست کارت شناسایی می‌داشتند. هشت هزار کولی از این طریق پردازش شده و به اجبار تحت انگشت‌نگاری و گرفتن عکس قرار گرفتند. دو سال بعد، تمرکز مقام‌ها حتی صریح‌تر شد. در ۱۹۲۹، ایالت هسن «قانون مبارزه با تهدید کولی‌ها» را پیشنهاد داد. در همان سال مرکز مبارزه با کولی‌ها در آلمان افتتاح شد. این نهاد محدودیت در سفر برای کولی‌های بدون سند را اعمال کرد و «مجاز به دستگیری و بازداشت خودسرانه کولی‌ها به عنوان راهی برای پیشگیری از جرم» بود.

### پاکی نژادی آریایی

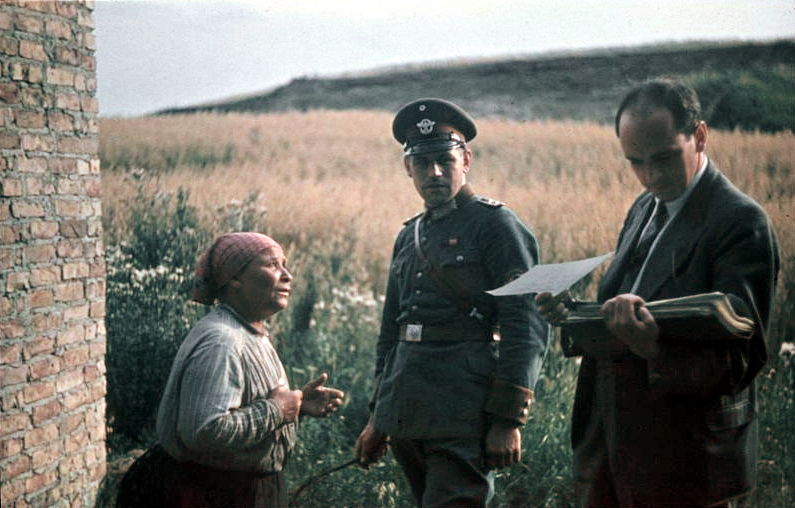
زنی کولی به همراه افسر پلیس آلمان و روان‌شناس نازی دکتر رابرت ریتر

برای سده‌ها، قبایل کولی در اروپا هدف آزار و اذیت ضدکولی قرار داشتند. آن‌ها با عنوان‌هایی چون مجرمان عادی، بدکاران اجتماعی و آوارگان انگ زده می‌شدند. هنگامی که هیتلر در سال ۱۹۳۳ به قدرت رسید، قوانین ضد کولی در آلمان همچنان پابرجا بود. طبق «قانون علیه بزهکاران مرسوم خطرناک» مصوب نوامبر ۱۹۳۳، پلیس بسیاری از کولی‌ها را با دیگرانی که از دید نازی‌ها «اجتماع‌گریز» بودند - از جمله روسپی‌ها، متکدیان، ولگردهای بی خانمان و الکلی‌ها - دستگیر و روانه اردوگاه‌های توقیفی کرد.
پس از روی کار آمدن هیتلر، قانون‌گذاری علیه کولی‌ها به‌طور فزاینده‌ای مبتنی بر لفاظی‌های نژادپرستانه بود. سیاستی که در آغاز مبتنی بر فرضیه «مبارزه با بزه» نگاشته شده بود به تدریج به «مبارزه با یک قوم» تغییر جهت داد. گروه‌های هدف قرار گرفته از آن پس دیگر بر پایه ضدیت با قانون دستگیر نمی‌شدند، بلکه قربانی سیاست‌های نژادی می‌شدند. به زودی، اداره بهداشت نژادی و زیست‌شناسی جمعیت شروع به آزمایش روی کولی‌ها برای تعیین معیارهای طبقه‌بندی نژادی آنها کرد.
نازی‌ها واحد تحقیقات بهداشت نژادی و زیست‌شناسی جمعیت (Rassenhygienische und Bevölkerungsbiologische Forschungsstelle، بخشی از اداره بهداشت رایش) را در سال ۱۹۳۶ تأسیس کردند. این اداره، به ریاست دکتر رابرت ریتر و دستیار وی اوا یوستین، مأموریت داشت تا با بررسی عمیق «مسئله کولی‌ها» (به آلمانی: Zigeunerfrage) و تهیه اطلاعات مورد نیاز برای تدوین «قانون کولی‌ها» بپردازد. پس از کارهای میدانی گسترده در بهار ۱۹۳۶، شامل مصاحبه‌ها و معاینات پزشکی برای تعیین طبقه‌بندی نژادی کولی‌ها، واحد به این نتیجه رسید که اکثر کولی‌ها، که بنا بر پژوهش‌های ایشان «از خون کولی خالص» نبودند، خطری نژادی متوجه خلوص نژادی آلمان می‌کردند و از این رو می‌بایست اخراج یا حذف می‌شدند. در مورد بقیه (حدود ۱۰ درصد از کل جمعیت کولی‌های اروپا)، در درجه نخست قبایل سینتی و لالری که در آلمان زندگی می‌کردند، تصمیمی گرفته نشد. واحد چندین پیشنهاد ارائه کرد. رایشسفورر-اس‌اس هاینریش هیملر پیشنهاد داد تا کولی‌ها به مناطق اختصاصی دوردست تبعید شوند، همانند کاری که ایالات متحده با بومیان آمریکا کرده بود، و در آنجا «کولی‌های ناب» می‌توانستند زندگی عشایری خود را بدون مانع ادامه دهند. به گفته وی:
هدف از اقدامات انجام شده توسط دولت برای دفاع از همگنی ملت آلمان می‌باید جدایی فیزیکی کولی‌ها از ملت آلمان، جلوگیری از اختلاط نژادی و سرانجام، تنظیم شیوه زندگی کولی‌های خالص و نیمه‌کولی‌ها باشد. پایه قانونی لازم تنها از راه یک «قانون کولی‌ها» ایجاد می‌شود، که از اختلاط بیشتر خون جلوگیری کند، و از همه مهم‌تر به مسئله مهم بودن کولی‌ها در فضای زندگی ملت آلمان بپردازد.
اگرچه نازی‌ها هیچ‌گاه «قانون کولی‌ها» ی مورد نظر هیملر را به تصویب نرساندند، اما سیاست‌ها و حکم‌هایی صادر کردند که باعث تبعیض علیه کولی‌ها می‌شدند. کولی‌ها توسط رژیم نازی به عنوان «اجتماع‌گریز» و «جنایتکار» طبقه‌بندی شدند. از سال ۱۹۳۳ به بعد کولی‌ها به اردوگاه‌های کار اجباری فرستاده شدند. پس از ۱۹۳۷، نازی‌ها آغاز به گرفتن تست نژادی از کولی‌های ساکن آلمان کردند. در ۱۹۳۸، هیملر دستوری راجع به «مسئله کولی‌ها» صادر کرد که «نژاد» در آن به صراحت ذکر شده بود و بیان می‌کرد که «توصیه می‌شود با مسئله کولی‌ها بر پایه نژاد [ایشان] برخورد شود.» این مصوبه ثبت همه کولی‌ها (از جمله Mischlingeها یا افراد با نژاد مختلط)، و همچنین افرادی بالای ۶ سال که «به شیوه کولی‌ها سفر می‌کنند» را قانونی می‌کرد. اگرچه نازی‌ها بر این باور بودند که کولی‌ها در اصل آریایی بوده‌اند، اما فرض بر آن بود که با گذشت زمان نژاد ایشان مخلوط شده و از این رو به عنوان «غیر آریایی» و «نژاد بیگانه» طبقه‌بندی می‌شدند.

### از دست دادن شهروندی
قوانین نژادی نورنبرگ در ۱۵ سپتامبر ۱۹۳۵ تصویب شدند. نخستین قانون نورنبرگ، موسوم به «قانون حمایت از خون و شرافت آلمانی»، ازدواج و روابط جنسی خارج از ازدواج میان یهودیان و آلمانی‌ها را ممنوع کرد. قانون دوم نورنبرگ، موسوم به «قانون شهروندی رایش»، تابعیت آلمان را از یهودیان سلب کرد. در ۲۶ نوامبر ۱۹۳۵، آلمان قوانین نورنبرگ را گسترش داد تا در مورد کولی‌ها نیز اعمال شوند. کولی‌ها، همانند یهودیان، حق رای خود را در ۷ مارس ۱۹۳۶ از دست دادند.

## تعقیب و نسل‌کشی

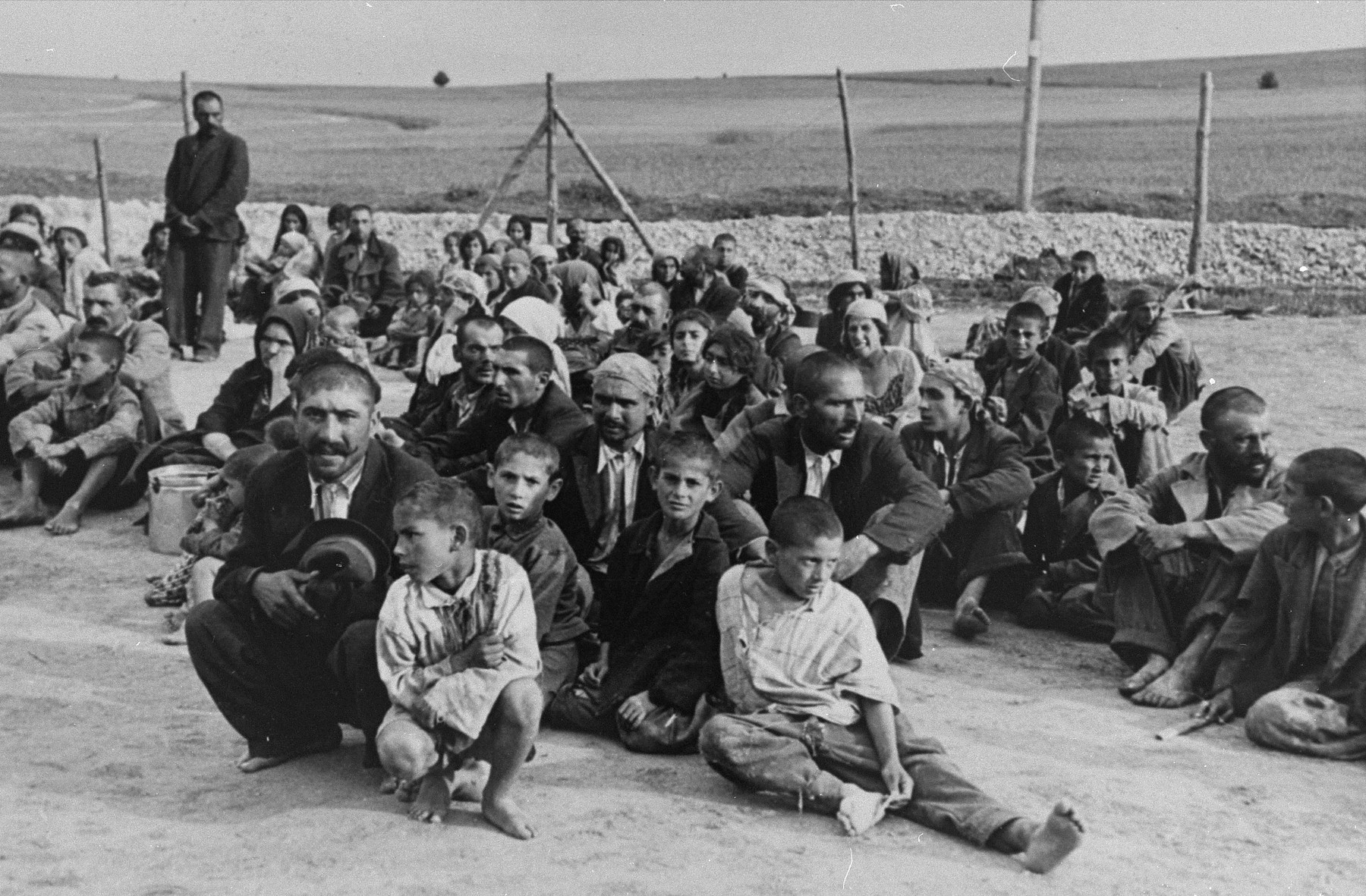
زندانیان کولی در اردوگاه مرگ بلزک، ۱۹۴۰

دولت رایش سوم از اوایل سال ۱۹۳۶ آزار و اذیت کولی‌ها را با انتقال ایشان به اردوگاه‌های توقیفی در حومه شهرها آغاز کرد، و این مقدمه‌ای برای تبعید آنها به اردوگاه‌های کار اجباری بود. فرمان دسامبر ۱۹۳۷ در مورد «پیشگیری از جرم» بهانه به‌صف‌کشی گسترده کولی‌ها را فراهم کرد. از نه نماینده جامعه کولی‌ها در آلمان خواسته شد تا فهرستی از کولی‌های «با خون پاک» را برای نجات از تبعید تهیه کنند. با این حال، آلمانی‌ها اغلب این فهرست‌ها را نادیده می‌گرفتند و برخی از کسانی که در آن‌ها مشخص شده بودند نیز به اردوگاه‌های کار اجباری فرستاده می‌شدند. از میان این اردوگاه‌های کار اجباری و توقیفی می‌توان به داخائو، دیزل‌اشتراسه، مارتسان و ونهاوزن اشاره کرد.
در ابتدا، کولی‌ها به گتوهایی، همچون گتو ورشو (آوریل - ژوئن ۱۹۴۲) برده شدند؛ جایی که در آن ایشان طبقه متمایزی از یهودیان را تشکیل می‌دادند. به گمان امانوئل رینگل‌بلوم، کولی‌ها به این دلیل به گتو ورشو فرستاده شدند که آلمانی‌ها می‌خواستند:
... هر آنچه را که کثیف، شلخته، نامانوس، مایه ترس، و در هر صورت نیازمند نابودی بود، در کنار هم بچپانند.
در آغاز، در حلقه‌های نازی در مورد چگونگی روبرو شدن با «مسئله کولی‌ها» اختلاف نظر وجود داشت. در اواخر ۱۹۳۹ و اوایل ۱۹۴۰، هانس فرانک، فرماندار عمومی لهستان اشغالی، از پذیرش ۳۰۰۰۰ کولی آلمانی و اتریشی که قرار بود به قلمرو وی تبعید شوند، خودداری کرد. هاینریش هیملر «برای نجات عده‌ای از کولیان دارای خون پاک لابی کرد»، چرا که به باور وی آن‌ها بخشی از «ذخیره قومی» قوم باستانی آریایی بودند؛ اما وی با مخالفت مارتین بورمان روبرو شد که تبعید را برای همه کولی‌ها ترجیح می‌داد. این بحث در سال ۱۹۴۲ زمانی پایان یافت که هیملر دستور آغاز تبعید دسته‌جمعی کولی‌ها به آشویتس را امضا کرد. در طی عملیات راینهارد (۱۹۴۱–۴۳)، تعداد نامشخصی از کولی‌ها در اردوگاه‌های مرگ، مانند تربلینکا، کشته شدند.
آزار و اذیت کولی‌ها توسط نازی‌ها در همه مناطق یکسان نبود. در فرانسه، میان ۳۰۰۰ تا ۶۰۰۰ کولی به اردوگاه‌های کار اجباری آلمان مانند داخائو، راونسبروک، بوخن‌والد و سایر اردوگاه‌ها تبعید شدند. در شرق دورتر، در کشورهای بالکان و اتحاد جماهیر شوروی، جوخه‌های متحرک کشتار آینزاتس‌گروپن، از روستایی به روستای دیگر سفر می‌کردند و ساکنان را به قتل می‌رساندند. در چند مورد، شواهد مستند قابل توجهی از کشتارها در دست هستند. تیموتی اسنایدر می‌گوید که تنها در اتحاد جماهیر شوروی ۸۰۰۰ مورد ثبت شده از قتل کولی‌ها توسط آینزاتس‌گروپن در هنگام پیشروی آن‌ها به سوی شرق در دست است.
اریش فون دم باخ-زلوسکی در دادگاه آینزاتس‌گروپن در مقابل مصونیت از تعقیب کیفری برای جنایات جنگی شهادت داد که «وظیفه اصلی آینزاتس‌گروپن اس دی نابودی یهودیان، کولی‌ها و کمیسرهای سیاسی بود»
کولی‌ها در جمهوری اسلواکی با کمک همدستان محلی کشته شدند. در عین حال، در دانمارک و یونان، جمعیت محلی مانند سایر مناطق در تعقیب کولی‌ها شرکت نکردند. در بلغارستان و فنلاند نیز، اگرچه از جمله متحدان آلمان به‌شمار می‌رفتند، همان‌گونه که مردم محلی با هولوکاست علیه یهودیان همکاری نکردند، در پورایموس نیز همکاری نداشتند.
در ۱۶ دسامبر ۱۹۴۲، هیملر دستور داد که افراد کولی گزینش‌شده برای پاکسازی باید از گتوها به تأسیسات پاکسازی آشویتس-برکناو منتقل شوند. در ۱۵ نوامبر ۱۹۴۳، هیملر دستور داد که کولی‌ها و «نیمه‌کولی‌ها»، «در همان طبقه و سطح یهودیان گذاشته شوند و در اردوگاه‌های کار اجباری قرار گیرند». مسئولان اردوگاه‌ها کولی‌ها را در محوطه خاصی اسکان می‌دادند که «اردوگاه خانوادگی کولی‌ها» نامیده می‌شد. در کل حدود ۲۳۰۰۰ کولی، از قبایل سینتی و لالری به آشویتس تبعید شدند. در اردوگاه‌های کار اجباری مانند آشویتس، کولی‌ها بر روی لباس‌های خود یا نشان مثلثی قهوه‌ای یا سیاه می‌زدند، که نماد «افراد جامعه‌گریز» بود، یا سبز، نمادی برای مجرمان حرفه‌ای. در اندک مواردی نیز حرف Z (به معنای Zigeuner، واژه آلمانی برای «کولی») استفاده می‌شد.
سیبیل میلتون، دانشمند آلمان نازی و هولوکاست، گمان دارد که هیتلر در تصمیم اخراج همه کولی‌ها به آشویتس نقش داشته‌است، زیرا هیملر شش روز پس از ملاقات با هیتلر دستور اخراجشان را داد. برای آن جلسه، هیملر گزارشی در مورد «پیشوا: کولی‌ها را تعریف کنید» تهیه کرده بود. در بعضی مواقع، کولی‌ها تلاش کردند در برابر نابودی توسط نازی‌ها مقاومت کنند. در ماه مه ۱۹۴۴ در آشویتس، نگهبانان اس‌اس تلاش کردند اردوگاه خانوادگی کولی‌ها را برچینند ولی «با مقاومت غیرمنتظره‌ای روبرو شدند». هنگامی به آنها دستور داده شد از اردوگاه بیرون بیایند، کولی‌ها که دربارهٔ خطر پیش رویشان پیشتر هشدار دریافت کرده بودند با سلاح‌های دست‌ساز خود را مسلح کردند: لوله‌های آهنی، بیل و سایر ابزارها. اس‌اس ترجیح داد مستقیماً با کولی‌ها روبرو نشود و برای چند ماه عقب‌نشینی کرد. پس از انتقال حدود ۳٬۰۰۰ کولی که قادر به کار اجباری در آشویتس یک و سایر اردوگاه‌های کار اجباری بودند، نیروهای اس‌اس در ۲ اوت به کشتار ۲۸۹۸ زندانی باقیمانده پرداختند؛ از جمله زنان و کودکان که به اتاق‌های گاز برکناو فرستاده شدند. کمینه ۱۹٬۰۰۰ نفر از ۲۳٬۰۰۰ کولی که به آشویتس فرستاده شده بودند، در آنجا کشته شدند.
انجمن مردمان در معرض تهدید مرگ و میر کولی‌ها را ۲۷۷٬۱۰۰ تن تخمین می‌زند. مارتین گیلبرت تخمین می‌زند که در مجموع بیش از ۲۲۰٬۰۰۰ از ۷۰۰٬۰۰۰ کولی در اروپا کشته شدند، از جمله ۱۵٬۰۰۰ تن (عمدتاً از اتحاد جماهیر شوروی) در ماوتهاوزن در ژانویه تا مه ۱۹۴۵. موزه یادبود هولوکاست ایالات متحده از پژوهشگرانی نقل می‌کند که تعداد کشته‌شدگان سینتی و کولی را میان ۲۲۰٬۰۰۰ تا ۵۰۰٬۰۰۰ تن تخمین می‌زنند. به باور سیبیل میلتون، تاریخ‌دان در مؤسسه تحقیقاتی یادبود هولوکاست ایالات متحده، تعداد کشته‌شدگان را «چیزی میان نیم میلیون تا یک میلیون و نیم» تخمین می‌زند.